# Eremitage in Bayreuth
Eremitage in Bayreuth este o arie protejată (arie specială de conservare — SAC, sit de importanță comunitară — SCI) din Germania întinsă pe o suprafață de 41,55 ha, integral pe uscat.

## Localizare
Centrul sitului Eremitage in Bayreuth este situat la coordonatele 49°56′53″N 11°37′28″E / 49.9481°N 11.6244°E.

## Înființare
Situl Eremitage in Bayreuth a fost declarat sit de importanță comunitară în noiembrie 2004 pentru a proteja 3 specii de animale. Situl a fost protejat și ca arie specială de conservare în aprilie 2016.

## Biodiversitate
Situată în ecoregiunea continentală, aria protejată conține 1 habitat natural: Păduri aluvionare cu Alnus glutinosa și Fraxinus excelsior (Alno-Padion, Alnion incanae, Salicion albae).
La baza desemnării sitului se află mai multe specii protejate:
- amfibieni (1): triton cu creastă (Triturus cristatus)
- mamifere (1): liliac cu urechi mari (Myotis bechsteinii)
- nevertebrate (1): Osmoderma eremita Complex